# وزارة المالية (زامبيا)
وزارة المالية هي وزارة حكومية في زامبيا والمسؤولة عن السياسات المالية العامة وتسيير الشؤون الاقتصادية في البلاد.
وزير المالية الحالي هو سيتومبيكو موسوكوتوان.

## روابط خارجية
- موقع الوزارة الرسمي